# ميلان-سان ريمو 2002
ميلان-سان ريمو 2002 هو سباق دراجات هوائية أقيم بتاريخ مارس 23، تكون السباق من مرحلة واحدة وامتدّ لمسافة 287 كم بسرعة 43.11 كم/س، استغرق السباق 6 ساعة 39 دقيقة 29 ثانية. فاز به الإيطالي ماريو تشيبوليني وحلّ ثانيا الأمريكي فريد رودريجيز.

## الترتيب
| م                     | الدرّاج          | البلد            | الزمن                    |
| --------------------- | --------------- | ---------------- | ------------------------ |
| الفائز بالترتيب العام | ماريو تشيبوليني | إيطاليا          | 6 ساعة 39 دقيقة 29 ثانية |
| الثاني                | فريد رودريجيز   | الولايات المتحدة |                          |